# 江达可
江達可，SBS，JP，（？—），祖籍廣東省普宁市，麗達集團主席、香港企業家，人稱「燈芯絨大王」。
2018年1月，当选第十三届全国政协委员。

## 公職
- 第十二、十三、十四屆全國政協委員
- 廣東揭阳市政协常委
- 築福香港慈善基金會常務副主席
- 香港廣東社團總會會長
- 香港「萬眾同心公益會」籌委會主席
- 香港西貢愛心基金發起人兼永遠名譽會長
- 北京大學法治研究中心理事
- 廣東省外商公會名譽會長
- 香港潮屬社團總會榮譽顧問
- 香港九龍東潮人聯會永遠榮譽會長
- 香港九龍地域校長聯會會長
- 香港太平紳士
- 政協揭陽市第六屆委員會顧問

## 榮譽
- 廣東普寧市鐵蘭花獎
- 廣東揭陽市榮譽市民

## 家庭
女兒江鈺琪，曾任香港公益金籌募委員會聯席主席，2021年與化妝品零售企業莎莎國際主席郭少明之子郭浩泉成婚。